# Deudorix galathea
Deudorix galathea är en fjärilsart som beskrevs av William Swainson 1821/22. Deudorix galathea ingår i släktet Deudorix och familjen juvelvingar. Inga underarter finns listade i Catalogue of Life.